# A State Of Trance
A State Of Trance (често съкращавано като ASOT) е седмично музикално радио шоу, продуцирано и хоствано от нидерландския DJ Armin Van Buuren.
Започва своето излъчване през 2001 г. по тогавашното нидерландско радио ID&T. Шоуто е двучасово, стилът е транс. То е сред най-големите събития в света на електронната музика, излъчва се в повече от 84 страни по света. Едно от най-популярните радиа, по които се излъчва шоуто, е онлайн радиото DI.FM (важно е да се отбележи, че новите епизоди се излъчват първо по тази радиостанция, а след това по всички други).

## История на излъчването
Когато нидерландското радио ID&T сменя стила си през януари 2005 г., A State Of Trance е премахнато от тяхната програма. Това се оказва повратна точка в историята на шоуто.

## Специални излъчвания и юбилейни епизоди
- Епизод 013: На живо, с гост микс от Винсент Ван Тонгерен
- Епизод 020: На живо от клуб „Scanners“, Дордрехт, Холандия
- Епизод 024: На живо от клуб „Passion“, UK
- Епизод 028: Топ 20 за 2001 г.
- Епизод 053: На живо, с гост микс от Airwave
- Епизод 055: На живо от Godskitchen, Бирмингам, UK
- Епизод 058: На живо, с гост микс от Ferry Corsten
- Епизод 064: На живо, с гост микс от Kid Vicious
- Епизод 076: На живо, с гост микс от Signum
- Епизод 090: На живо, с гост микс от M.I.K.E.
- Епизод 095: На живо, с гост микс от Misja Helsloot
- Юбилеен епизод 100: на живо от Блуумингейл с гост миксове от Marco V, Jon 0 Bir, и Harry Lemon
- Епизод 113: На живо, с гост микс от DJ Stuart Lange
- Епизод 117: На живо, с гост микс от Gabriel & Dresden
- Епизод 122: На живо, с гост микс от Markus Schulz
- Епизод 126: На живо, с гост микс от Above & Beyond
- Епизод 130: 4-часов микс
- Епизод 134: На живо, с гост микс от Ben Lost
- Епизод 138: На живо, с гост миксове от Ton TB и Mark Norman
- Епизод 142: На живо, с гост миксове от Yves de Ruyter и Airwave
- Епизод 147: На живо, с гост микс от Rank 1
- Епизод 151: На живо, с гост микс от Marco V
- Епизод 155: На живо, с гост микс от John 00 Fleming
- Епизод 159: На живо, с гост микс от Markus Schulz
- Епизод 171: На живо, с гост микс от DJ Precision
- Епизод 173: 7-часово шоу от клуб „Panama“, Амстердам с Armin Van Buuren и специален гост Matthew Dekay
- Епизод 182: Годишен микс 2004 (двучасов мегамикс от най-добрите транс тракове излизали през годината)
- Епизод 200: 4-часово шоу:
  - Час 1 и 2: A State of Trance 200 мегамикс от най-желаните тракове от слушателите
  - Час 3: Гост микс от Gabriel & Dresden
  - Час 4: Armin van Buuren на живо от Амстердам
- Епизод 229: Годишен микс 2005
- Епизод 250: 8,5-часово шоу, на живо от клуб „Asta“, Хага, Холандия
  - Час 1: A State of Trance класики, желани от слушателите
  - Час 2: Гост микс от Jonas Steur
  - Час 3: Гост микс от M.I.K.E.
  - Час 4: Гост микс от John Askew
  - Час 5 и 6: Микс на живо от Armin Van Buuren
  - Час 7: Гост микс от Rank 1
  - Час 8: Гост микс от Menno de Jong
- Епизод 259: На живо от клуб „Amnesia“, Ibiza
- Епизод 280: 2006 Top 20
- Епизод 281: Годишен микс 2006
- Епизод 300: На живо, 7-часово шоу от Pettelaarse Schans в Ден Бош